# اکاتلان، هیدالگو
اکاتلان، هیدالگو (به اسپانیایی: Acatlán, Hidalgo) در مکزیک است که در ایالت ایدالگو واقع شده‌است.

## خصوصیات
اکاتلان ۱۷٬۹۱۴ نفر جمعیت دارد و ۲٬۱۴۰ متر بالاتر از سطح دریا واقع شده‌است.